# Coffey megye
Coffey megye az Amerikai Egyesült Államokban, azon belül Kansas államban található. Megyeszékhelye és legnagyobb városa Burlington. Lakosainak száma 8360 fő (2020. április 1.). Coffey megye Osage, Anderson, Woodson, Franklin, Allen, Greenwood és Lyon megyékkel határos.

## Népesség
A megye népességének változása:
| Lakosok száma | 8590 | 8524 | 8490 | 8412 | 8384 | 8360 |
|               | 2010 | 2011 | 2012 | 2013 | 2015 | 2020 |